# Науплиус
На́уплиус (от др.-греч. ναύπλιος > ναῦς ‘корабль’ и πλέω ‘плавать под парусом’) — планктонная личинка многих видов ракообразных(Crustacea).
Тело науплиуса не сегментировано, имеется три пары придатков: впереди рта — одноветвистые чувствительные антеннулы, сзади — двуветвистые антенны и мандибулы, служащие для плавания. Науплиус имеет непарный (науплиальный) глаз. Между мандибулами и анальным отверстием располагается зона роста. В ней по мере развития личинки образуются постнауплиальные сегменты с конечностями, после чего науплиус переходит в стадию метанауплиуса или в циприсовидную личинку (у усоногих).

## Жизнедеятельность
Личинка плавает в толще воды. Способна передвигаться с помощью придатков акрона.